# Silnice II/365
Silnice II/365 je silnice II. třídy, která vede ze Svojanova do Letovic. Je dlouhá 16,5 km. Prochází dvěma kraji a dvěma okresy.

## Vedení silnice

### Pardubický kraj, okres Svitavy
- Svojanov (křiž. II/364, III/3651)
- Předměstí
- Dolní Lhota
- Hutě
- Bohuňov (křiž. III/3642)

### Jihomoravský kraj, okres Blansko
- Horní Poříčí
- Prostřední Poříčí
- Křetín (křiž. III/3652, III/36511)
- Vranová (křiž. III/3654)
- Letovice (křiž. I/43, III/3655, III/3657)